# Gare de Saint-Étienne-Châteaucreux
Gare de Saint-Étienne-Châteaucreux vasútállomás Franciaországban, Saint-Étienne településen.

## Vasútvonalak
Az állomást az alábbi vasútvonalak érintik:
- Moret–Lyon-vasútvonal
- Saint-Georges-d'Aurac-Saint-Étienne-Châteaucreux-vasútvonal

## Kapcsolódó állomások
A vasútállomáshoz az alábbi állomások vannak a legközelebb:
- Gare de Saint-Étienne-Carnot
- Gare de Saint-Étienne-La Terrasse (Gare de Moret - Veneux-les-Sablons, Moret–Lyon-vasútvonal)
- Gare de Saint-Chamond (Lyon-Perrache pályaudvar, Moret–Lyon-vasútvonal)